# Nowotki (województwo pomorskie)
Nowotki – kolonia w Polsce, położona w województwie pomorskim, w powiecie kwidzyńskim, w gminie Prabuty.
W latach 1975–1998 miejscowość administracyjnie należała do województwa elbląskiego.
Na starych mapach oznaczone jako Halionowo.